# Haageocereus
Haageocereus är ett suckulent växtsläkte inom familjen kaktusar. Haageocereus är i de flesta fall vackra, taggiga och upprätt växande pelarkaktusar. De blir sällan mer än 1,5 meter höga, och stammarnas diameter varierar mellan 5 och 7,5 centimeter. De växer i stora klungor som i regel bildas från basen, vilket gör att de påminner om en kandelaber till formen. Åsarna är tydliga, oftast låga, rundade och mellan 14 och 20 stycken. Areolerna sitter ganska tätt på åsarna och är ulliga, men färgen varierar. Det sitter många taggar i varje areol och de är 1,3 till 4 centimeter långa. Det finns både radiära och centrala taggar, även om det kan vara svårt att urskilja de olika slagen. På några få undantag är taggarna ganska fina men relativt styva. De kan vara upp till 40 stycken, i färger från gyllengult till många bruna nyanser, och ibland har de svart spets. Hos många arter sitter taggarna så tätt att de helt döljer stammens färg. Blommorna slår ut på nätterna och går från vitt till rosa i olika nyanser. De kommer ur areolerna på övre delen av stammen och har en 7,5 till 10 centimeter lång, vek pip, men de öppnar sig helt. Utsidan på pipen är försedd med grönbruna fjäll och lite hår. Frukten är klotformad eller oval och 2,5 till 3,8 centimeter lång, har också fjäll och hår, och är köttig inuti.

## Förekomst
Haageocereus hör hemma i de torra klippiga kustområdena i Peru, gränsande till Stilla havet. Man finner dem också bland bergen och i dalarna ovanför Lima i det centrala Peru.

## Odling
Haageocereus är alla mycket stiliga arter och lätta att föröka med frön eller sticklingar. De växer däremot inte fort, även om friplantering hjälper i viss mån i detta avseende. De vill ha en jord bestående av sand och humus i ungefär lika delar. De vattnas normalt från vår till höst, men unga plantor bör stå under lätt skuggat glas de 3 till 4 första åren. Så snart taggarna sitter något så när tätt kan de stå i fullt solljus. Äldre plantor tål ganska mycket mer vatten när vädret är riktigt varmt, utan att man behöver vara rädd att plantorna ska ruttna. Om de hålls torra under vintern är en minimitemperatur på 8 °C fullt tillräcklig. Haageocereus odlas för sin attraktiva form och för de fantastiskt vackert färgade taggarnas skull, precis som Espostoa och Ferocactus. Även om de är friplanterade och växer under idealiska förhållanden tar det många år innan de når blomingsmognad, om de är frösådda. Det enda sättet att kringgå kanske 20 års väntan på blomning är att ympa unga plantor på ett kraftigt, snabbväxande underlag som exempelvis Cereus. På ett år kan de då växa lika mycket som de annars skulle göra på 3 till 4 år som friplanterade fröplantor.